# Crocidura leucodon
Crocidura leucodon es una especie de mamífero soricomorfo de la familia Soricidae endémica de Europa y Próximo Oriente.

## Características
Es una musaraña de unos 6-9 centímetros de longitud a los que hay que añadir una cola de unos 3 centímetros. Su pelo es de color castaño en el dorso y blanco en el vientre. Es de difícil observación tanto por su tamaño como por el hecho de que desarrolle su actividad durante el crepúsculo y la noche. 
Se alimenta de invertebrados a los que ataca con voracidad. Vive en las zonas de matorral y bordes de los bosques en pequeños nidos hechos con hierbas y hojas.

## Distribución
Crocidura leucodon vive desde Francia al Volga y el Cáucaso, Asia Menor, Israel, Líbano e isla de Lesbos (mar Egeo).